# Campeonato Paulista de Futebol Feminino de 2018
O Campeonato Paulista de Futebol Feminino de 2018 foi a 26.ª edição do campeonato de futebol feminino organizado pela Federação Paulista de Futebol (FPF), disputado entre 24 de março e 6 de outubro e reuniu 13 equipes. O Santos sagrou-se campeão ao bater o Corinthians nas finais, conquistando seu quarto título na competição.

## Fórmula de disputa
- Primeira fase: Os clubes formaram 2 Grupos com 6 e 7 participantes, respectivamente, regionalizados e jogaram entre si, em turno e returno, classificando-se para a segunda fase os 4 melhores de cada grupo.
- Segunda fase: Os 8 clubes classificados formaram 2 grupos de 4 e jogaram entre si, em turno e returno. Classificando-se para a terceira fase os dois mais bem colocados de cada grupo.
- Terceira fase: Os 4 clubes classificados formaram 2 grupos de 2 e jogaram entre si, em turno e returno. Classificando-se para a quarta fase o melhor colocado de cada grupo.
- Quarta fase: Os 2 clubes classificados jogaram entre si, em turno e returno, para definição de campeão e vice-campeão.

### Critérios de desempate
O desempate entre duas ou mais equipes na primeira fase seguiu a ordem definida abaixo:
1. Número de vitórias
2. Saldo de gols
3. Gols marcados
4. Menor número de cartões vermelhos recebidos
5. Menor número de cartões amarelos recebidos
6. Sorteio

## Participantes
| Equipe          | Cidade                | Estádio                 | Capacidade |
| --------------- | --------------------- | ----------------------- | ---------- |
| Audax           | Osasco                | José Liberatti          | 17.780     |
| Centro Olímpico | São Paulo             | Pacaembu                | 37.730     |
| Corinthians     | São Paulo             | Parque São Jorge        | 13.000     |
| Embu das Artes  | Embu das Artes        | Hermínio Esposito       | 4.908      |
| Ferroviária     | Araraquara            | Arena da Fonte Luminosa | 20.950     |
| Francana        | Franca                | José Lancha Filho       | 14.686     |
| Juventus        | São Paulo             | Rua Javari              | 4.004      |
| Ponte Preta     | Campinas              | Nelo Bracalente         | 4.200      |
| Portuguesa      | São Paulo             | Canindé                 | 21.004     |
| Rio Preto       | São José do Rio Preto | Anísio Haddad           | 14.126     |
| Santos          | Santos                | Vila Belmiro            | 16.068     |
| São José        | São José dos Campos   | Martins Pereira         | 15.317     |
| Taubaté         | Taubaté               | Joaquim de Morais Filho | 9.600      |

## Primeira fase

### Grupo 1
| Pos. | Equipe         | Pts | J  | V | E | D | GP | GC | SG  |
| ---- | -------------- | --- | -- | - | - | - | -- | -- | --- |
| 1    | Rio Preto      | 21  | 10 | 6 | 3 | 1 | 23 | 11 | +12 |
| 2    | Ferroviária    | 18  | 10 | 5 | 3 | 2 | 27 | 15 | +12 |
| 3    | Ponte Preta    | 16  | 10 | 5 | 1 | 4 | 20 | 14 | +6  |
| 4    | Audax          | 15  | 10 | 4 | 3 | 3 | 14 | 12 | +2  |
| 5    | Francana       | 7   | 10 | 2 | 1 | 7 | 10 | 22 | -12 |
| 6    | Embu das Artes | 7   | 10 | 2 | 1 | 7 | 11 | 31 | -20 |

|                | AUD | EMB | FER | FRA | PPT | RPR |
| -------------- | --- | --- | --- | --- | --- | --- |
| Audax          | -   | 3-0 | 0-2 | 2-2 | 2-1 | 0-0 |
| Embu das Artes | 1-0 | -   | 4-4 | 3-1 | 2-3 | 1-3 |
| Ferroviária    | 4-1 | 5-0 | -   | 0-2 | 2-0 | 2-2 |
| Francana       | 0-2 | 3-0 | 0-3 | -   | 1-2 | 1-2 |
| Ponte Preta    | 1-1 | 5-0 | 3-2 | 4-0 | -   | 0-2 |
| Rio Preto      | 1-3 | 4-0 | 3-3 | 4-0 | 2-1 | -   |

### Grupo 2
| Pos. | Equipe          | Pts | J  | V  | E | D  | GP | GC | SG  |
| ---- | --------------- | --- | -- | -- | - | -- | -- | -- | --- |
| 1    | Corinthians     | 34  | 12 | 11 | 1 | 0  | 46 | 10 | +36 |
| 2    | Santos          | 26  | 12 | 8  | 2 | 2  | 48 | 11 | +37 |
| 3    | São José-SP     | 22  | 12 | 6  | 4 | 2  | 24 | 15 | +9  |
| 4    | Taubaté         | 17  | 12 | 5  | 2 | 5  | 20 | 17 | +3  |
| 5    | Juventus-SP     | 12  | 12 | 3  | 3 | 6  | 11 | 30 | -19 |
| 6    | Portuguesa      | 7   | 12 | 2  | 1 | 9  | 15 | 44 | -29 |
| 7    | Centro Olímpico | 1   | 12 | 0  | 1 | 11 | 7  | 44 | -37 |

|                 | COR | CTO | JUV | POR | SAN  | SJO | TAU |
| --------------- | --- | --- | --- | --- | ---- | --- | --- |
| Corinthians     | -   | 5-0 | 8-0 | 3-0 | 3-2  | 2-0 | 2-0 |
| Centro Olímpico | 2-6 | -   | 0-1 | 2-4 | 0-3  | 1-5 | 1-4 |
| Juventus        | 0-3 | 0-0 | -   | 2-0 | 0-6  | 2-1 | 1-1 |
| Portuguesa      | 0-6 | 5-1 | 3-3 | -   | 0-10 | 1-4 | 0-3 |
| Santos          | 3-4 | 7-0 | 1-0 | 5-0 | -    | 2-2 | 5-0 |
| São José        | 3-3 | 2-0 | 2-1 | 2-1 | 1-1  | -   | 2-1 |
| Taubaté         | 0-1 | 2-0 | 5-1 | 3-1 | 1-3  | 0-0 | -   |

|  | Classificados para a segunda fase |
|  | Eliminados na primeira fase       |

## Segunda fase

### Grupo 3
| Pos. | Time        | Pts | J | V | E | D | GP | GS | SG  |
| ---- | ----------- | --- | - | - | - | - | -- | -- | --- |
| 1    | Santos      | 14  | 6 | 4 | 2 | 0 | 19 | 5  | 14  |
| 2    | Rio Preto   | 9   | 6 | 2 | 3 | 1 | 11 | 11 | 0   |
| 3    | São José-SP | 6   | 6 | 1 | 3 | 2 | 8  | 9  | -1  |
| 4    | Audax       | 3   | 6 | 1 | 0 | 5 | 9  | 22 | -13 |

|           | AUD | RPT | SAN | SJO |
| --------- | --- | --- | --- | --- |
| Audax     | -   | 1-4 | 1-5 | 3-1 |
| Rio Preto | 4-2 | -   | 1-1 | 1-1 |
| Santos    | 5-1 | 5-0 | -   | 2-1 |
| São José  | 3-1 | 1-1 | 1-1 | -   |

### Grupo 4
| Pos. | Time        | Pts | J | V | E | D | GP | GS | SG |
| ---- | ----------- | --- | - | - | - | - | -- | -- | -- |
| 1    | Corinthians | 18  | 6 | 6 | 0 | 0 | 16 | 3  | 13 |
| 2    | Taubaté     | 9   | 6 | 3 | 0 | 3 | 10 | 12 | -2 |
| 3    | Ferroviária | 4   | 6 | 1 | 1 | 4 | 6  | 11 | -5 |
| 4    | Ponte Preta | 4   | 6 | 1 | 1 | 4 | 6  | 12 | -6 |

|             | COR | FER | PPT | TAU |
| ----------- | --- | --- | --- | --- |
| Corinthians | -   | 3-0 | 2-0 | 2-1 |
| Ferroviária | 0-1 | -   | 1-4 | 4-1 |
| Ponte Preta | 0-3 | 1-1 | -   | 1-3 |
| Taubaté     | 2-5 | 1-0 | 2-0 | -   |

|  | Classificados para a fase final |
|  | Eliminados na segunda fase      |

## Fase final
Chaveamento final
|  | Semifinais  | Semifinais | Semifinais | Semifinais |   |             | Final | Final | Final | Final |
|  |             |            |            |            |   |             |       |       |       |       |
|  | Corinthians | 3          | 0          | 3          |   |             |       |       |       |       |
|  | Taubaté     | 0          | 0          | 0          |   |             |       |       |       |       |
|  | Taubaté     | 0          | 0          | 0          |   | Corinthians | 0     | 2     | 2     |       |
|  |             |            |            |            |   | Corinthians | 0     | 2     | 2     |       |
|  |             | Santos     | 1          | 2          | 3 |             |       |       |       |       |
|  | Santos      | Santos     | 1          | 2          | 3 | 1           | 2     | 3     |       |       |
|  | Santos      |            |            |            |   | 1           | 2     | 3     |       |       |
|  | Rio Preto   | 0          | 0          | 0          |   |             |       |       |       |       |

### Semifinais
Ida
| 15 de setembro | Rio Preto | 0 – 1  | Santos      | Estádio Anísio Haddad, São José do Rio Preto |
| 15:00          |           | Súmula | Maurine 34' | Árbitro: Daniel Carlos Luciano Fernandes     |

| 16 de setembro | Taubaté | 0 – 3  | Corinthians                  | Estádio Joaquim de Morais Filho, Taubaté |
| 10:00          |         | Súmula | Adriana 60', 62' · Erika 18' | Árbitro: Rodrigo Santos                  |

Volta
| 22 de setembro | Corinthians | 0 – 0  | Taubaté | Estádio do Parque São Jorge, São Paulo |
| 15:00          |             | Súmula |         | Árbitro: Paulo Santiago de Medeiros    |

| 23 de setembro | Santos                        | 2 – 0  | Rio Preto | Estádio Urbano Caldeira, Santos |
| 10:00          | Rosana 32' · Mariana 75' (gc) | Súmula |           | Árbitro: Jefferson Dutra Giroto |

### Final
Ida
| 2 de outubro | Santos  | 1 – 0  | Corinthians | Estádio Urbano Caldeira, Santos |
| 20:30        | Chú 46' | Súmula |             | Árbitro: Thiago Luis Scarascati |

Volta
| 6 de outubro | Corinthians            | 2 – 2  | Santos                 | Estádio do Parque São Jorge, São Paulo |
| 11:00        | Marcela 1' · Érika 51' | Súmula | Brena 17' · Ketlen 84' | Árbitro: Vinicius Furlan               |

## Premiação
| Campeonato Paulista de Futebol Feminino de 2018 |
| ----------------------------------------------- |
| Santos Campeão (4.º título)                     |

## Classificação final
| Pos. | Time            | Pts | J  | V  | E | D  | GP | GS | SG  |                             |
| ---- | --------------- | --- | -- | -- | - | -- | -- | -- | --- | --------------------------- |
| 1    | Santos          | 50  | 22 | 15 | 5 | 2  | 73 | 18 | 55  | Campeão                     |
| 2    | Corinthians     | 57  | 22 | 18 | 3 | 1  | 67 | 16 | 51  | Vice-campeão                |
| 3    | Rio Preto       | 30  | 18 | 8  | 6 | 4  | 34 | 25 | +9  | Semifinalistas              |
| 4    | Taubaté         | 26  | 20 | 8  | 3 | 9  | 30 | 32 | -2  | Semifinalistas              |
| 5    | São José-SP     | 28  | 18 | 7  | 7 | 4  | 32 | 24 | +8  | Eliminados na segunda fase  |
| 6    | Ferroviária     | 22  | 16 | 6  | 4 | 6  | 33 | 26 | +7  | Eliminados na segunda fase  |
| 7    | Ponte Preta     | 20  | 16 | 6  | 2 | 8  | 26 | 26 | 0   | Eliminados na segunda fase  |
| 8    | Audax           | 18  | 16 | 5  | 3 | 8  | 23 | 34 | -11 | Eliminados na segunda fase  |
| 9    | Juventus-SP     | 12  | 12 | 3  | 3 | 6  | 11 | 30 | -19 | Eliminados na primeira fase |
| 10   | Francana        | 7   | 10 | 2  | 1 | 7  | 10 | 22 | -12 | Eliminados na primeira fase |
| 11   | Embu das Artes  | 7   | 10 | 2  | 1 | 7  | 11 | 31 | -20 | Eliminados na primeira fase |
| 12   | Portuguesa      | 7   | 12 | 2  | 1 | 9  | 15 | 44 | -29 | Eliminados na primeira fase |
| 13   | Centro Olímpico | 1   | 12 | 0  | 1 | 11 | 7  | 44 | -37 | Eliminados na primeira fase |